# Kodiak, Alaska
Kodiak, Alaska (în limba rusă: Кадьяк) este una din cele 7 comunități și principalul oraș de pe Insula Kodiak din comitatul Kodiak Island Borough din statul american Alaska. Toate liniile de transport și comerciale între insulă și lumea de afară trec prin acest oraș, fie prin intermediul feribotului, fie prin companii aeriene. Populația a fost estimată la 6.228 de persoane în 2008.